# USPAS Prize for Achievement in Accelerator Physics and Technology
Der USPAS Prize for Achievement in Accelerator Physics and Technology der US Particle Accelerator School (USPAS) ist ein internationaler Preis für Physik und Technologie von Teilchenbeschleunigern. Er wird alle zwei Jahre verliehen und ist mit 3000 Dollar dotiert. Es gibt jeweils zwei Preisträger, wobei einer an Wissenschaftler unter 45 Jahren verliehen wird.
Er gilt als einer der bedeutendsten Preise auf dem Gebiet der Beschleunigerphysik neben dem Robert R. Wilson Prize der American Physical Society, den EPS Accelerator Group Prizes der European Physical Society und dem IEEE Particle Accelerator Science and Technology Award der IEEE.

## Preisträger
Jeweils mit offizieller Laudatio.
- 1985 Helen T. Edwards für wesentliche Beiträge zur Realisierung des ersten supraleitenden Synchrotrons, John Madey für die Erfindung und Demonstration des Freien Elektronenlasers (FEL), sowie Sonderpreise für Ernest D. Courant und M. Stanley Livingston für die Entdeckung des Prinzips alternierender Gradienten und des Konzepts der Beschleuniger mit Starker Fokussierung und Robert R. Wilson für den Bau des ersten Synchrotrons mit Starker Fokussierung und seine Pionierrolle bei der Entwicklung von Hochenergiebeschleunigern.
- 1986 Helmut Piel und Maury Tigner für ihre Beiträge zu Superconducting Radio Frequency (SRF) und Thomas Weiland für neue Methoden elektromagnetische Felder in komplexen Strukturen zu berechnen.
- 1987 Klaus Halbach für Hochfeld-Permanentmagnete für Beschleuniger und Lars Thorndahl für experimentelle und theoretische Beiträge zur stochastischen Kühlung von Teilchenstrahlen.
- 1988 I. M. Kapchinskii und V. A. Teplyakov für den Radio Frequency Quadrupole, Andrew Sessler für Pionierarbeiten über kollektive Strahl-Phänomene (speziell negative Masse und Wand-Widerstands-Instabilitäten, Resistive Wall Instabilities).
- 1989 Daniel L. Birx für Hochleistungs Magnet-Schaltung (High Power Magnetic Switching) mit Anwendungen wie High Repetition Rate Induction Linearbeschleuniger, Freie Elektronenlaser und Isotopentrennung mit Lasern, Karl L. Brown für Einsichten in Teilchentransport im Strahl und weltweit genutzte theoretische Entwicklungen.
- 1990 Donald Prosnitz für Verstärker hoher Leistung für FELs (High Gain Free Electron Laser Amplifiers), Matthew Sands für Schriften über Beschleunigerphysik  und Beiträge zu Elektronenbeschleunigern.
- 1991 Glen R. Lambertson für Beiträge zur Injektions- und Extraktionstechnologie, Messinstrumente an Beschleunigern und Mikrowellengeräten und Wolfgang Schnell für die Entwicklung von Beschleuniger-Bausteinen und diagnostischen Systemen für Hochenergiebeschleuniger. Spezialpreis an Rolf Wideröe für die Entdeckung der Hochfrequenz-Wechselstrom (RF) Beschleunigung
- 1993 Richard L. Sheffield und John S. Fraser für die Entwicklung einer leistungsstarken Elektronenquelle aus Kombination von Photokathode und Hochfrequenz-Wechselstrom-Beschleunigung, Marc C. Ross für Messungen und Analyse des Stanford Linear Collider (SLC) und Teilchenstrahleigenschaften.
- 1995 Herman Winick und James E. Spencer für die Implementierung von Injektionsgeräten, was einen wesentlichen Einfluss auf Synchrotronstrahlungsquellen hatte, Tsumoru Shintake für die Entwicklung und Demonstration eines neuartigen Geräts zur Überwachung der Teilchenstrahlgeometrie basierend auf Compton-Streuung mit einem Laser.
- 1997 Daniel Boussard für originelle Beiträge zur Hochfrequenz-Beschleunigung (kurz RF), longitudinale Strahldynamik, Rückkoppelung und die Realisierung supraleitender Beschleuniger, Chandrasekhar Joshi für Pionierexperimente zu lasererzeugter Plasmawellen-Beschleunigung (high gradient, laser-driven, plasma beat-wave acceleration).
- 1999 Bruce E. Carlsten für das Konzept der Emittance Compensation für RF-Photokathoden Elektronenquellen, Robert L. Guckstern für theoretische Beiträge zum Verständnis von Teilchenstrahlen hoher Intensität (wie Halo Bildung und kollektive Instabilitäten).
- 2001 Tor Raubenheimer für die Entwicklung von Kontrolltechniken für die Teilchenstrahl-Emittanz und seine Führungsrolle bei der Entwicklung Linearbeschleuniger der zweiten Generation, Dieter Mohl für herausragende Beiträge zur Elektronen-Kühlung und stochastischen Kühlung und seine einflussreiche Rolle bei Entwurf und Betrieb von Speicherringen für Ionen und Antiprotonen niedriger Energie.
- 2003 Martin Reiser für wesentliche Beiträge zur Physik von Teilchenstrahlen hoher Intensität und seine Lebensleistung in Forschung, Technologie und Lehre zur Physik von Teilchenstrahlen, Samit Tantawi für Beiträge zu Theorie und Technologie von RF-Komponenten für die Erzeugung und Verteilung von Hochfrequenz mit sehr hoher Spitzenleistung speziell für Puls-Kompressionssysteme für Linearbeschleuniger
- 2005 Anton Piwinski für fundamentale Beiträge zum Verständnis geladener Teilchenstrahlen in Ringbeschleunigern (In-Strahl-Streuung, Strahl-Strahl-Effekte, Synchro-Betatron-Resonanzen), Wim Leemans für Beiträge zu Laser-Kielfeld-Beschleunigern (Laser wakefield accelerators), speziell die Zuführung von Laserstrahlen hoher Intensität zu Elektronenstrahlen hoher Intensität und Strahlqualität.
- 2007 Yaroslav Derbenev für wesentliche Beiträge zur Theorie der Strahlpolarisation in Beschleunigern und die Kontrolle von Sibirian Snakes, die Theorie der Elektronenkühlung und die Entwicklung von round-to-flat Strahloptik-Transformationen und neuartigen sechsdimensionalen Kühlungsmechanismen für Muonen. Sergei Nagaitsev für seine wissenschaftliche Führungsrolle für nicht-magnetisierte relativistische Elektronenkühlung für Hadronen-Strahlen zur Verbesserung der Luminosität von Collidern.
- 2009 Yoshiharu Mori für seine Beiträge zur Wiedergeburt der fixed-field alternating gradient Beschleuniger mit zahlreichen praktischen Anwendungen und für die Entwicklung eines RF-Hohlraums neuen Typs und einer kompaktene Neutronenquelle. John Lewellen für Beiträge zu Elektronenstrahlquellen hoher Leistung (neue Hohlraum-Geometrien, field emission cathode gating, Testapparate)
- 2011 Zhirong Huang für Beiträge zum weltweit ersten Freien Elektronenlaser für harte Röntgenstrahlen, Jean Delayen für eine Reihe von supraleitenden Beschleunigerstrukturen und für Lehre
- 2013 Jean-Luc Vay für Computer-Simulation von Teilchenstrahlen (Lorentz boosted frame technique). Kwang-Je Kim für sein Lebenswerk in Teilchenstrahl-Physik und theoretische Beiträge zur Photokathoden-Elektronenkanonen, Synchrotronstrahlung und FELs sowie für Lehre.
- 2015 Kaoru Yokoya für seine zahlreichen grundlegenden und weitreichenden Beiträge zur Beschleunigerphysik, einschließlich des Verständnisses und der Modellierung der Strahl-Strahl-Wechselwirkung, Polarisierung in Speicherringen, Strahlinstabilitäten, Impedanz von Beschleunigern, kohärenter Synchrotronstrahlung und neuartigen Beschleunigerkonzepten. Rami Kishek für grundlegende Arbeiten zur Multipaktor Entladung, seine Beiträge zum Verständnis der Physik von Raumladungs-dominierten Strahlen und seine herausragende Mentortätigkeit für junge Wissenschaftler.
- 2017 Alex Chao für einsichtsvolle grundlegende und breit gestreute Beiträge zur Beschleunigerphysik, einschließlich Polarisation, Strahl-Strahl-Effekte, nichtlineare Dynamik und kollektive Instabilitäten, für seine unermüdliche Führungsposition und die Inspiration und Unterrichtung von Generationen von Beschleunigerphysikern und -ingenieuren. Anna Grassellino und Alexander Romanenko für Durchbrüche die den Qualitätsfaktor supraleitender Hohlraumresonatoren mit Stickstoff-Dotierung und ähnlichen Techniken erhöhten als Basistechnologie für neue supraleitende Beschleuniger.
- 2019 Frank Zimmermann For outstanding scientific leadership in the accelerator design and beam physics of hadron colliders and dedicated editorship of professional accelerator journals. Cameron Geddes For pioneering experiments on laser guiding, electron trapping, and high-quality beam production in laser-plasma accelerators.
- 2022 Rama Calaga For outstanding leadership bringing the crab cavities in hadron colliders from concept to reality and for the first demonstration of crabbing on a hadron beam. Geoffrey Krafft For pioneering contributions to superconducting linear accelerators and radiation sources driven by them, and for his dedication in educating and mentoring the next generation of accelerator scientists. Gennady Stupakov For his comprehensive contributions to collective effects including coherent synchrotron radiation, his invention of the echo-enabled harmonic generation scheme for external seeding of FELs, and his role as a teacher and a mentor in many schools and workshops.
- 2025 Eric Esarey In recognition of outstanding contributions to the science and technology of plasma acceleration concepts, and, in particular, for pioneering theoretical research in the physics of laser-plasma accelerators. Sang-Ho Kim For visionary leadership and technical excellence in the development of the world’s first high power hadron superconducting linear accelerator, and for mentoring the next generation of experts in the field. Sam Posen For  groundbreaking achievements in the performance of Nb3Sn and Nb cavities enabling  more efficient particle accelerators and novel dark matter particle detectors.